# Ermida de Nossa Senhora da Boa Viagem
A Ermida de Nossa Senhora da Boa Viagem, ou Igreja do Campo Santo, é uma ermida portuguesa localizada na ilha Terceira, na cidade de Angra do Heroísmo, fazendo parte da Diocese de Angra do Heroísmo.
A história desta ermida esta ligada a João Vaz Corte Real que antes de se deslocar para a ilha terceira percorreu várias províncias do reino de Portugal na tentativa de reunir operários e artífices para trazer consigo para a ilha Terceira.
Quando chegou a esta ilha estabeleceu-se na Capitania de Angra, enquanto Álvaro Martins Homem se fixou na Capitania da Praia. É possível que esse mesmo grupo de marinheiros, tivesse vindo para esta ilha depois de João Vaz Corte Real já nela se encontrar, supõem-se que foram eles que edificaram esta ermida com a ajuda do Capitão do donatário e de várias famílias nobres que com ele vieram para a Terceira.
O povoamento da ilha Terceira iniciou-se, pode dizer-se em 2 de Abril de 1474 dado que o Infante D. Henrique deixou como Mestre da Ordem de Cristo, Fernando de Portugal, Duque de Viseu, que era seu sobrinho, este no entanto, e dado o seu falecimento foi a sua esposa Beatriz de Portugal, Duquesa de Viseu, que na menoridade de D. Diogo, Duque de Beja e de Duque de Viseu, dividiu a ilha Terceira em 2 capitanias, e passou a carta de doação a João Vaz Corte Real na data mencionada.
Assim sendo e dados os grandes sentimentos religiosos dos portugueses, particularmente nas classes mais desfavorecidas pode deduzir-se que foram aqueles marinheiros recém chegados que tomaram a iniciativa de erguer uma ermida para o culto religioso.
É quase uma certeza que esta ermida no seu início se chamava de Ermida de São Pedro Gonçalves, e que só mais tarde se passou a chamar também de Ermida Nossa Senhora da Boa Viagem, e terá ficado concluída em 1480.
Nesta ermida encontra-se uma imagem muito antiga com esta invocação.
O Dr. Gaspar Frutuoso, não lhe indica o titular, mas chama-lhe “ermida dos mareantes”, e o mesmo se passar com o Padre António Cordeiro.
O titular desta ermida só é mencionada pela primeira vez pelo Padre Jerónimo Emiliano de Andrade, que informa do seguinte modo: «a (ermida) de S. Pedro Gonçalves dos mareantes, colocada sobre a rocha do mar e um lugar muito vistoso e de recreio».
Quando foi necessário proceder à sua reconstrução devido ao facto de a rocha onde se encontrava se encontrar em perigo de desmoronar foram os marítimos do Corpo Santo que fizeram todos os esforços para a transferência e reconstrução.
Relativamente à sua localização exacta ela só é referida pelo Dr. Alfredo da Silva Sampaio que informa a sua localização na Rocha do Cantagalo.
O novo terreno foi adquirido por escritura lavrada a 8 de Abril de 1927, onde são compradores Manuel da Silva Pimentel, Francisco José de Sousa, João Borges Pimentel e José Inácio Borges de Meneses.
Foram adquiridos na altura três alqueires de terreno. Por ser terreno de mais, ou não, facto é que foi feita uma segundo escritura e compra em 6 de Fevereiro de 1928, onde só assinou Francisco José de Sousa, autorizado pela confraria.
A dona das terra adquiridas era D. Elvira Sampaio Coelho de Sousa que vivia em Lisboa. Não se deslocando à ilha terceira passou no dia 5 de Fevereiro de 1927 uma procuração a Tomé de Castro que foi o seu representou nesta venda.
Depois de todo isto concluído teve início as obras em 1931 com muitos donativos a juntar as lotas dos marítimos do Posto Santo.
Concluídas as obras em 1934, a capela ficou com uma óptima apresentação.
Salienta-se a fachada alta e vistosa com a torre a encima-la, mais abaixo destaca-se uma pequena rosácea e depois uma grande porta e duas janelas laterais.
No interior da ermida, encontram-se três altares, vendo-se no da capela-mor a antiga imagem de Nossa Senhora da Boa Viagem e nos laterais as imagens de São Pedro Gonçalves e de São Lourenço.
No corpo da ermida há uma caravela em miniatura, o púlpito e o guarda vento, por cima do qual está o coro alto a onde se sobe para a torre por uma escada em caracol.
Para a edificação da ermida a comissão das obras fez um requerimento ao Prelado Diocesano no dia 7 de Março de 1930, dando o Dr. Francisco Garcia da Rosa informação favorável no dia 8 de Março de 1930, data em que foi dada a autorização para o inicio das obras.
As mesmas obras ficaram prontas em 16 de Abril de 1934. A visita canónica é feita no mesmo mês, no dia 24 de Abril de 1934.